# Армандо Диас (лек крайцер, 1932)
Армандо Диас (на италиански: Armando Diaz) е леки крайцери на италианския флот от времето на Втората световна война. Втори кораб от серията крайцери „Луиджи Кадорна“.

## История
Заложен е на 28 юли 1930 г. в корабостроителницата на компанията OTO в Специя, спуснат е на вода на 10 юли 1932 г. В строй официално е въведен на 29 април 1933 г. От 1 септември 1934 г. до февруари 1935 г. има пътешествие до Австралия и Нова Зеландия. В годините на Гражданската война в Испания носи служба в Западното Средиземноморие, базира се в Палина и Мелиле.
През юли 1940 г. „Армандо Диас“ влиза във войната в боя при Калабрия, през октомври участва в нахлуването в Албания, през декември преминава под личния контрол на щабквартирата на КВМС на Италия за изпълнение на задачи по прехвърлянето на войски от януари 1941 г. По-късно охранява конвои в Средиземно море заедно с крайцера „Джовани деле Банде Нере“.
При изгрев слънце на 25 февруари 1941 г., близо до остров Керкена, е торпилиран от британската подводница „Апрайт“ и потъва.

## Откриване на останките
Мястото на корабокрушението на „Армандо Диас“ е намерено през 2009 – 2010 г. Корабът лежи на левия си борд на дълбочина под 50 метра, с откъснат нос. Неговите кърмови кули все още са си на място.

## Коментари
1. ↑  Всички данни са към юни 1940 г.